# 開田村
開田村（かいだむら）は、長野県木曽郡にあった村。御嶽山の裾野にひろがる高原の村である。現在の木曽町開田高原末川および木曽町開田高原西野にあたる。

## 地理
長野県西部に位置し、岐阜県に接する。村西部は西にそびえる御嶽山の裾野からなり、北部・東部は飛騨山脈南端の山々が連なる。
ほぼ全域が標高1,000m以上の高地にあるため、その気候は一年を通して非常に冷涼である。真夏でも30℃を超えることはほとんどなく、真冬にはマイナス20℃以下になる日が年に何度もある。
御嶽山の裾野を中心とした区域は「開田高原」と呼ばれ観光地化されている。また、古くから木曽馬の主産地であった。
- 山： 御嶽山（継子岳）、大笹沢山
- 河川： 末川、冷川

### 隣接していた自治体
- 長野県
  - 松本市（旧奈川村）
  - 木曽郡 木曽福島町、三岳村、木祖村
- 岐阜県
  - 高山市
  - 下呂市

## 歴史
- かつては筑摩郡木曽庄に属し、末河村と称した。
- 元和年間（1615年 - 1624年） - 末河村が分割して、西野村及び末川村が発足する。
- 1875年（明治8年）9月7日 - 筑摩県筑摩郡西野村及び末川村が合併して、開田村が発足する。
- 1876年（明治9年）8月21日 - 長野県の所属となる。
- 1878年（明治11年）1月4日 - 郡区町村編制法の施行により、開田村が西筑摩郡の所属となる。
- 1881年（明治14年）3月 - 開田村が分割して、西野村及び末川村が発足する。
- 1889年（明治22年）4月1日 - 町村制の施行により、西野村及び末川村の区域をもって、開田村が発足する。
- 1968年（昭和43年）5月1日 - 西筑摩郡が改称して木曽郡となる。
- 2005年（平成17年）11月1日 - 木曽福島町、開田村、日義村及び三岳村が合併して、木曽町が発足する。

## 交通

### 鉄道
- 村内を鉄道路線は通っていない。最寄り駅は、JR東海中央本線木曽福島駅。
- かつては三岳村から北へ向けて木曽森林鉄道開田線の2路線が通っていた。

### 道路

#### 一般国道
- 国道361号

#### 都道府県道
- 長野県道20号開田三岳福島線

## 名所・旧跡・観光スポット・祭事・催事
- 開田高原マイアスキー場
- 県宝　山下家住宅
- 木曽馬の里
- 御嶽明神温泉

## ギャラリー

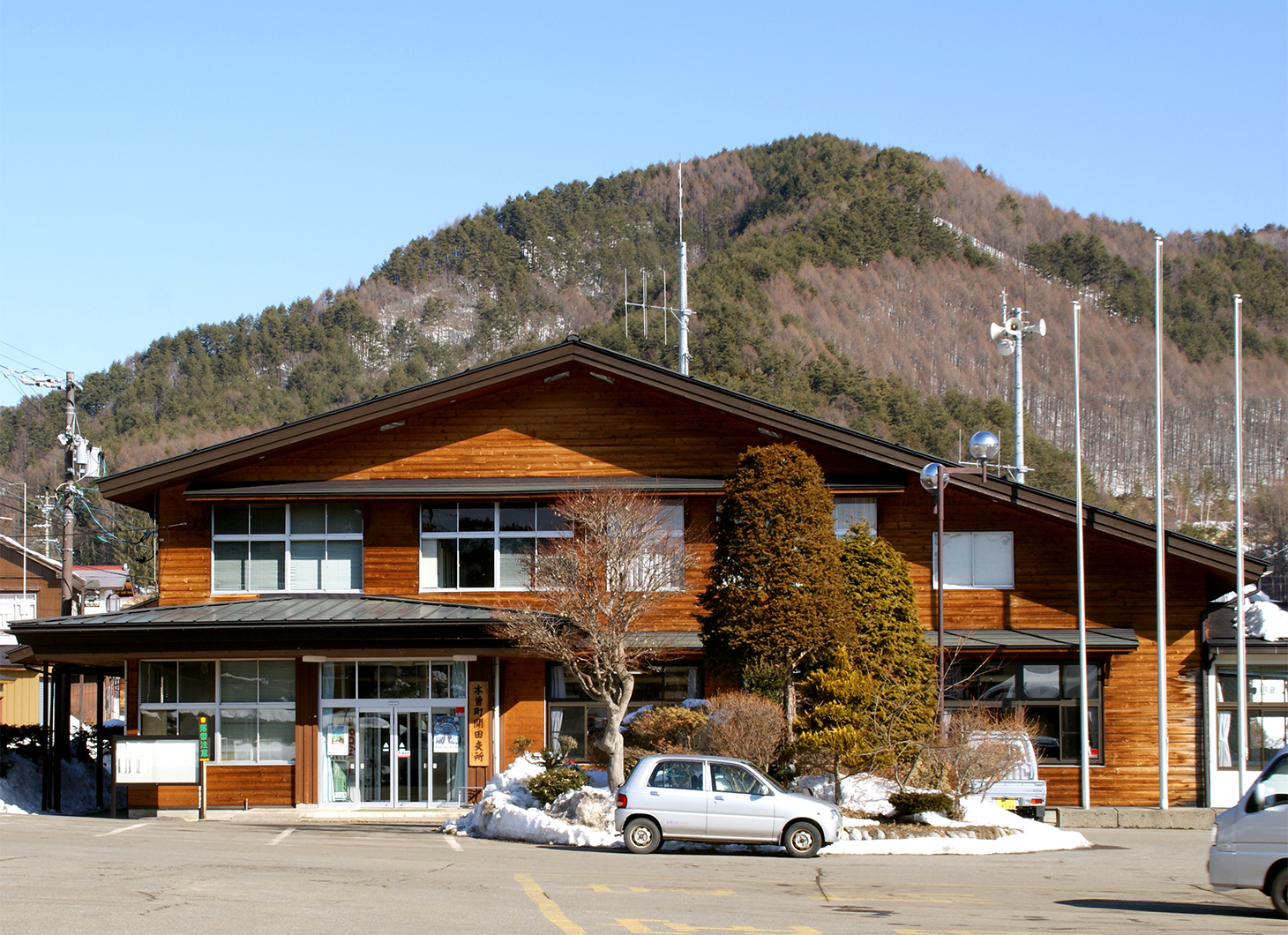
開田村役場
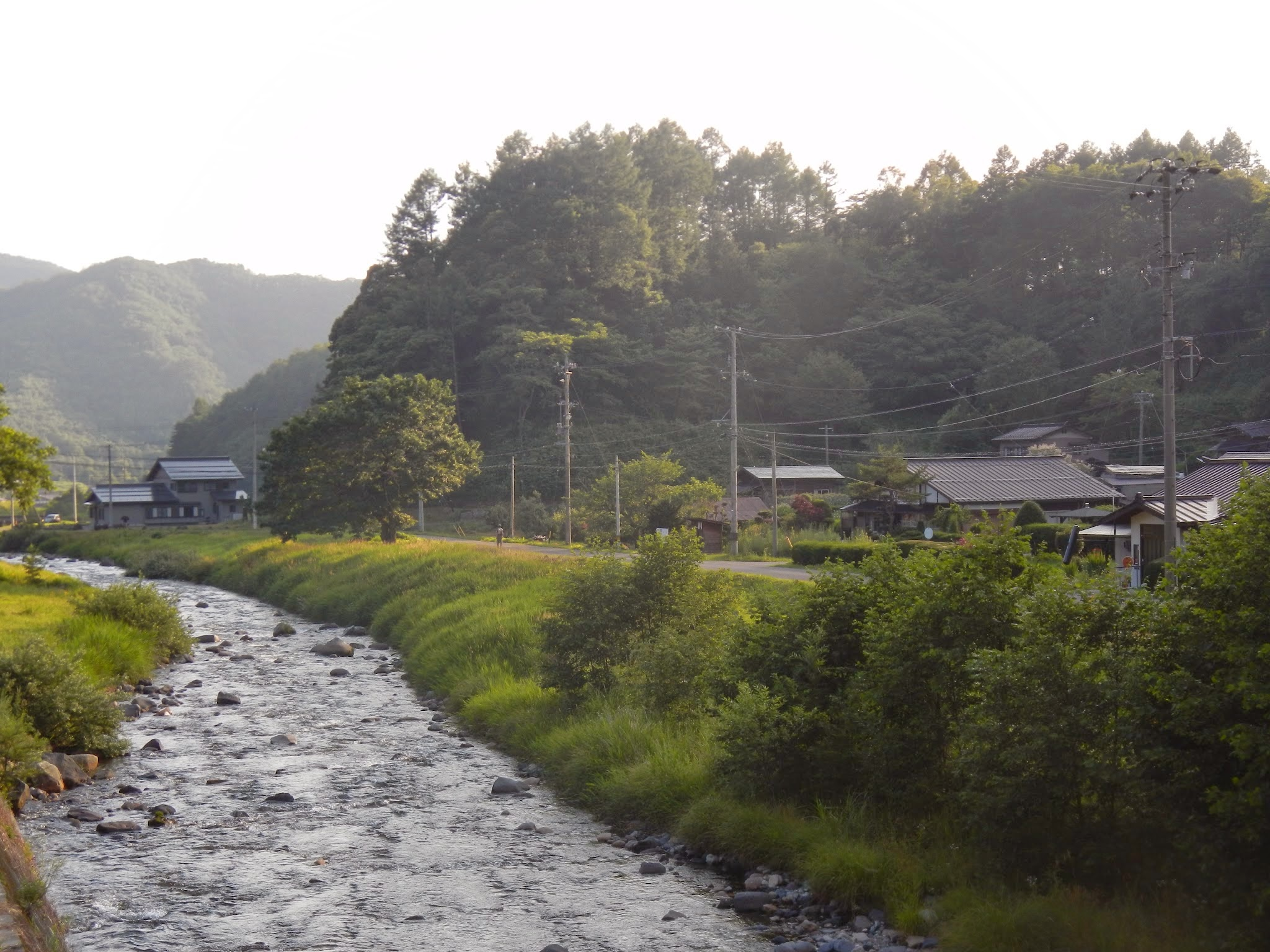
末川地区
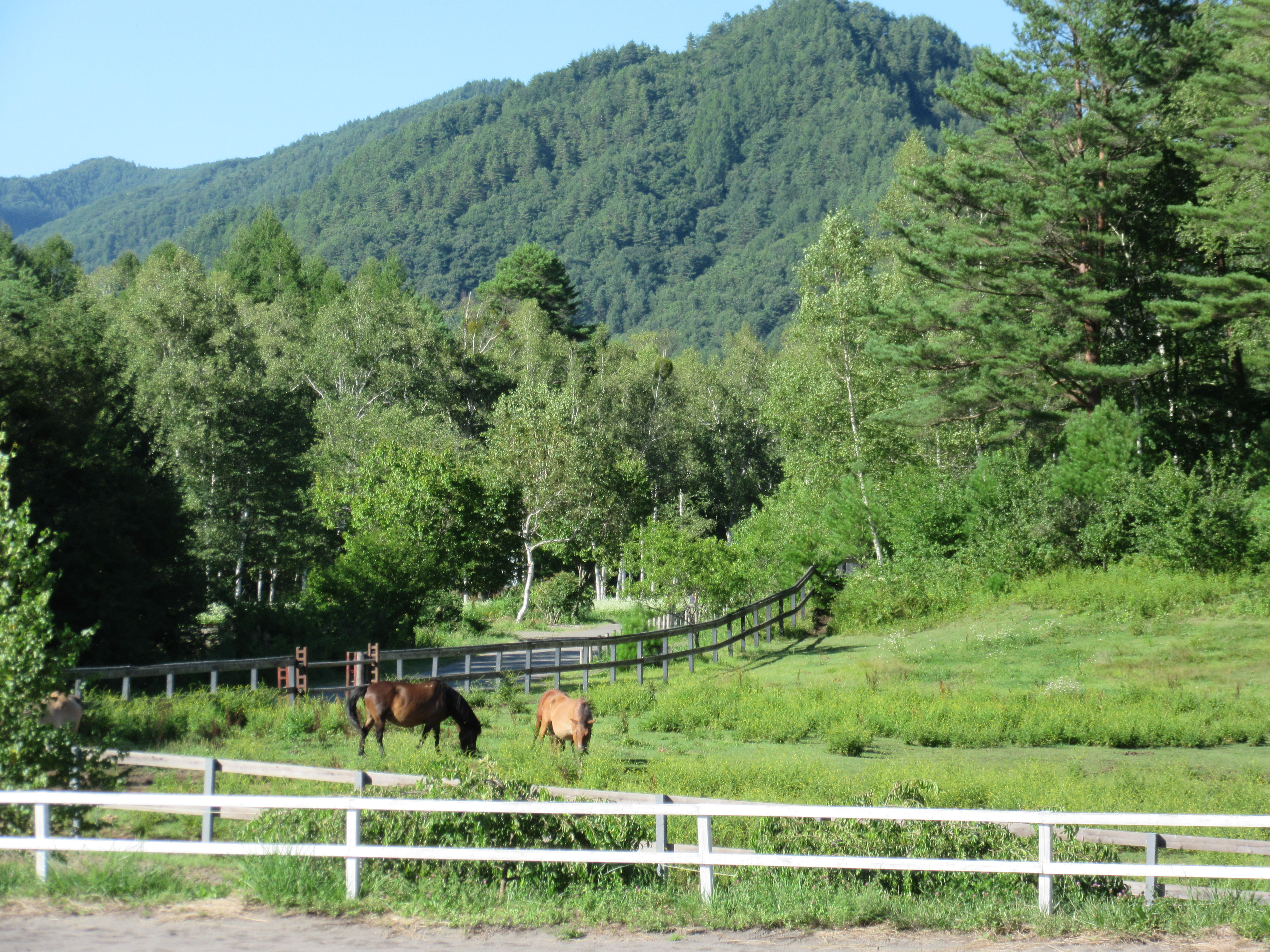
木曽馬の里（開田）
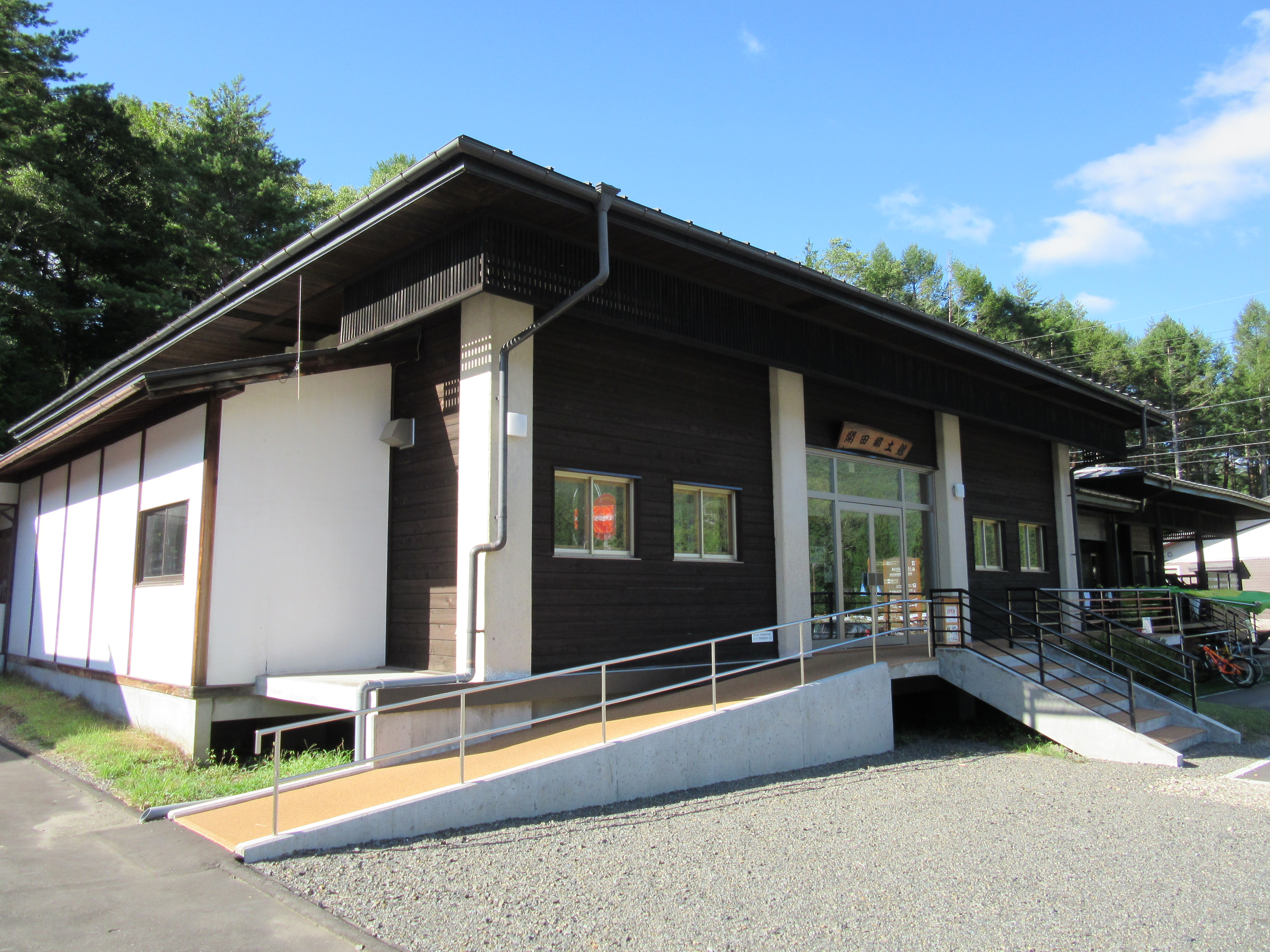
開田郷土館